# Rosana (São Paulo)
Rosana est une municipalité brésilienne de l'État de São Paulo et la Microrégion de Presidente Prudente.